# Futura (portail web)
Pour les articles homonymes, voir Futura.
Futura, nommé Futura-Sciences jusqu'en 2016, est un portail web de vulgarisation scientifique structuré en six rubriques : Sciences, Santé, Tech, Maison et Planète, Conso et son Forum.

## Description
Le site est créé en 2001, sous la forme d'une association loi de 1901, par Guillaume Josse, étudiant en classe préparatoire scientifique au lycée Masséna à Nice. La plateforme est alors gérée par des bénévoles, le but étant de faire la promotion de la science et de la culture scientifique jugées trop absentes des médias traditionnels par le fondateur. En 2007, Futura-Sciences devient une société à responsabilité limitée.
En septembre 2005, le site atteint, selon Guillaume Josse, plusieurs[évasif] millions de pages lues par mois. Début 2019, Futura atteignait une audience de 4,5 millions de visiteurs uniques par mois.
« Ses contenus sont créés nativement sur le web et pour le web, sans revue imprimée correspondante. L'intention vulgarisatrice est maximale puisque tous les contenus du site sont gratuitement accessibles et que le public est vaste et hétérogène ». Le site propose également une approche sociale à travers ses forums. Comparé à d'autres médias de vulgarisation scientifique français, il est très hypertextualisé.
La rubrique science contient notamment des décryptages de l'actualité scientifique et des résumés historiques,.
Les sujets éditoriaux sont réalisés par des journalistes spécialisés, des scientifiques et professionnels du web[source insuffisante].

## Modèle économique
Le média Futura et l'agence de webmarketing Mediazeen, appartenant tous deux à Guillaume Josse, fusionnent en 2016 au sein de la société Made in Futura. Le principe est de « proposer une offre éditoriale exclusive et des solutions de webmarketing innovantes ».
Les entreprises April, Bayer, EDF, Castorama, Mercedes-Benz et Microsoft notamment, sont des partenaires commerciaux[réf. nécessaire].
En 2018, Made in Futura réalise 4 millions d'euros de chiffre d'affaires, et fonde début 2019 avec Humanoid une régie publicitaire conjointe, 191 Média.

## Perception
L'INSHEA qualifie le site d'« incontournable dans les domaines des sciences et de la technologie ». 01net regrette cependant la présence de nombreux bandeaux publicitaires.
Certains de ses articles sont repris sur le site Atlantico.
De même, des articles de Futura sont cités dans les rubriques Sciences ou Santé de l'hebdomadaire L'Express.
L'Office national d'information sur les enseignements et les professions (ONISEP) répertorie aussi certains de ses articles liés à la formation et à l'emploi.